# Ахуллу
Ахуллу (азерб. Axullu) — село в Ходжавендском районе Азербайджана, является центром Ахуллинского сельского административно-территориального округа.

## Этимология
Название села могло подписываться в документах как Агуллу, Ахулу, Гахлу, Ахилу, Гахилу.
Согласно «Энциклопедическому словарю топонимов Азербайджана», название села Ахуллу может быть связано с агулами — народом, близком к лезгинам; доказательством этому служит также наличие топонима «Лезгисую» на территории этого населённого пункта. А также на абхазском языке «аху (ахул)» означает «холм, высота».

## География
Село Ахуллу входит в состав Ахуллинского сельского административно-территориального округа Ходжавендского района, при этом село Ахуллу является центром этого сельского административно-территориального округа. Село расположено у подножия Карабахского хребта, в 30 км от посёлка Гадрут и в 71 км от города Ханкенди. Имеет площадь 357,6 га, из которых 304,16 га сельскохозяйственные, 3,2 га лесные.

## История
Во второй половине XVIII — начале XIX века, до вхождения в состав Российской империи, территория села Агуллу входила в Дизакский магал Карабахского ханства.
Епископ Армянской апостольской церкви Макар Бархударянц пишет о селе называя его «Ыхецик» (арм. Ըխեցիք):
— «Село основано у восточного подножия той же горы. Жители коренные, земля бесплодная, засушливая, но хлебная, всё то же самое: воздух, климат, вода, длинная жизнь, церковь и священник. Дымов — 20, мужчин — 65, женщин — 50».
В советский период на 1977 год село входило в состав Эдиллинского сельсовета Гадрутского района Нагорно-Карабахской автономной области (НКАО) Азербайджанской ССР.
2 сентября 1991 года на совместной сессии Нагорно-Карабахского областного и Шаумяновского районного Советов народных депутатов была принята Декларация о провозглашении Нагорно-Карабахской Республики в границах Нагорно-Карабахской автономной области (НКАО) и сопредельного Шаумяновского района Азербайджанской ССР
26 ноября 1991 года Верховный Совет Азербайджанский Республики принял Закон "Об упразднении Нагорно-Карабахской автономной области Азербайджанской Республики". В этом Законе было постановлено помимо упразднения Нагорно-Карабахской Автономной Области (НКАО), в том числе также и переименование Мартунинского района в Ходжаведский, упразднение Гадрутского района и присоединение территории Гадрутского района в состав Ходжавендского района. В настоящее время село Ахуллу является центром Ахуллинского сельского административно-территориального округа Ходжавендского района Азербайджана.
Накануне Карабахской войны село было населено азербайджанцами, здесь проживало около 600 человек.
По сообщению В. Бахшияна, во время этой войны азербайджанцы из села Ахуллу начали обстреливать армян из соседнего село Эдилли. Услышав выстрелы, малочисленный воинский наряд внутренних войск МВД СССР поспешил из Эдилли на место происшествия, но военнослужащим не удалось пресечь перестрелку. Выстрелом в спину тяжело был ранен старший наряда лейтенант Игорь Цимбалюк, который позже скончался в госпитале в Тбилиси. От удара тупым предметом по голове сотрясение мозга получил другой военнослужащий, младший сержант Эрдини Сампилов. По сообщению В. Бахшияна, прокуратура Гадрутского района возбудила уголовное дело.
9 января 1992 года из-за военных действии сельчане покинули Ахуллу, село в тот же день (а по некоторым данным в 1993 году) было занято армянскими вооружёнными формированиями и перешло под контроль непризнанной Нагорно-Карабахской Ренспублики (НКР). Согласно административно-территориальному делению непризнанной республики, село располагалось на территории Гадрутского района НКР и называлось Арташен (арм. Հարթաշեն), что с армянского языка переводят как «построенный на низменности».
В мае 2015 года премьер-министр непризнанной НКР Ара Арутюнян присутствовал на открытии в селе нового дома торжеств. Новый зал, в котором находился также дом-музей, посвящённый погибшим из села во время Карабахской войны, был построен при финансировании уроженца села, затем ставшего жителем Москвы Артура Арзуманова.
16 октября 2020 года, во время 44-дневной войны, Президент Азербайджана Ильхам Алиев объявил об свобождении села Ахуллу.

## Памятники истории и культуры
Село во время нахождения под контролем непризнанной Нагорно-Карабахской Республики было подвергнуто вандализму. Среди объектов исторического наследия села Ахуллу и территории вокруг него были известны албанская церковь IV-V веков, купол Рзагулубей XIV века, крепость Аргушен и кладбище.
В 2000 году в селе имелись библиотека и клуб, в 2015 году были сельская администрация, здравпункт, дети посещали школу в селе Эдилли (6 учеников).

## Население
В статистических данных 1910 года, указывается селение Ахилу (Гахилу) (58 дымов, 180 мужчин и 176 женщин). Из них армян: 22 дыма; 75 мужчин/65 женщин, «татар» (азербайджанцев): 36 дымов; 105 мужчин/111 женщин.
По состоянию на 1 января 1933 года в селе проживало 492 человека (96 хозяйств), все  — армяне.
В 1974 году в нём проживало 558 армян и азербайджанцев.
По состоянию на 2015 год население села составляло 91 человек, 31 домохозяйство.
| Год       | 1910 | 1933 | 1974 | 2005 | 2008 | 2009 | 2010 | 2015 |
| --------- | ---- | ---- | ---- | ---- | ---- | ---- | ---- | ---- |
| Население | 356  | 492  | 558  | 101  | 101  | 102  | 103  | 91   |